# محسن مرزبان
محسن مرزبان از بازیگران قدیمی تئاتر ایران بود که با نمایش‌هایی چون «شهر قصه» اثر «بیژن مفید» به شهرت رسید. محسن مرزبان که شوهر خواهر محمود استادمحمد بود.

## زندگی‌نامه
محسن مرزبان در کنار شهره آغداشلو در فیلم میهمانان هتل آستوریا (۱۹۸۹)، به کارگردانی «رضا علامه‌زاده» بازی کرد. آخرین کار محسن مرزبان بازی در تئاتر «سورپرایز پارتی» به کارگردانی هوشنگ توزیع بود که در سال ۲۰۱۴ خارج از ایران به نمایش درآمد. محسن مرزبان به دنبال بیماری نومونیا در بیمارستان بستری شد، اما در نهایت به علت یک غده مغزی پس از سال‌ها زندگی در غربت، روز ۲۲ مه ۲۰۱۵ در بیمارستانی در لس‌آنجلس درگذشت.